# 上海广播电视台星尚频道
上海广播电视台星尚频道，前称上视14频道、上视二套和上海电视台生活时尚频道，现频道呼号为星尚频道，是上海电视台的第二个频道，于1989年10月1日正式开播。现时该频道由上海广播电视台东方卫视中心所有，节目制作由星尚传媒有限公司负责。

## 历史
上海电视台14频道于1989年10月1日开播，是上海市人民政府1989年为上海人民办的12件实事之一。该频道最初转播中国中央电视台第二套教育节目，后改为自办节目频道，内容以经济信息、农村节目、影视剧为主。在上海有线电视台各频道撤并至上视和东视之前，14频道主要播放体育、文艺、影视剧和外语节目。直到上海有线电视台各频道撤并至上视和东视之后，原来的体育、文艺、影视剧节目调至五星体育频道、上海东方电视台文艺频道和上海电视台电视剧频道播出；外语节目在该频道继续播出，2006年随着SMG电视新闻中心（现融媒体中心）的正式启用，外语节目调至上海电视台新闻综合频道播出。
2002年起，原上视二套更名为生活时尚频道，开始播出生活及时尚节目；2003年上海时尚文化传媒有限公司成立；2009年6月6日公司更名为星尚传媒，频道也更名为星尚频道。
2014年3月15日，原有东方卫视、娱乐频道、星尚频道、艺术人文频道、七彩戏剧频道、生活时尚频道合并组建成全新的“东方卫视中心”，原有频道版面、节目带，正式转入东方卫视中心的运营系统。同时东方卫视的重要节目会在同中心旗下地面频道的电视荧屏右上角角标进行宣传，角标镜面与东方卫视的一致。
2015年8月25日，该频道的高清版本开播，实现了高、标清同步播出。
2019年1月1日起，该频道和娱乐频道合并为全新的都市频道。

## 收视情况
星尚频道发射地为上海，频道信号覆盖上海及周边地区一亿三千六百多万人口。频道目标观众以20-45岁高收入、高学历和高消费能力都市白领女性为主。

## 常规节目
2014年时，星尚频道现时自制或自主版权节目日播出量7小时。自2017年起，该频道停播了大多数的自制或自主版权节目，目前频道在播（首播）自制或自主版权节目仅剩8档，其余大部分时段则重播该频道自制节目或重播东方卫视节目。
现有节目
- 人气美食
- 今日印象
- 疯狂的冰箱[b]
- X诊所[c]
- 淘最上海[d]
- 星旅途
- 我们的新家
- 疯狂食验室
- 世界爸妈说[e]
- 问鼎世界

已停播节目
- 生活大不同
- 星尚情报
- 乐活好正点[f]
- 今天谁买单
- 甲方乙方
- 因为爱情
- 恋爱假期
- 生活大不同
- 左右时尚
- 对话优雅
- 爱你爱美丽
- 时尚制造者
- 侬最有腔调
- 美食大王牌
- 你是几零后
- 筑巢梦想+
- 绿色新生活
- 生活侃侃看
- 星尚之夜
- 星地产
- 平安上海[g]
- 生活全接触
- 星尚精选[c]
- 星尚大典
- “今晚”系列：《今晚我们读书》、《今晚我们看电影》、《今晚我们赏画》、《今晚我们听音乐》、《今晚我们品酒》
- 年播系列：《中国年味》、《春暖清明》、《端午情缘》、《月满中秋》、《时尚新年》、《她美丽中国》、《喊出你的爱》、《爱劳动爱生活》[h]
- 纪录片系列：时尚系列（《时尚表情》、《时尚对话》和《时尚感觉》）、幸福系列（《幸福中国》、《生活万岁》和《我的故事》）、《创意未来》、《体验中国》

现时星尚频道节目已行销至全国几十家电视台和新媒体网络，海外发行至北美、欧洲、日本、韩国、新加坡、马来西亚华语市场以及中国港澳台地区。

## 主持人
- 张颖
- 陈帆
- 张婕
- 尹莉
- 徐楠
- 沈婷
- 郑琳
- 樊路易
- 杨乐
- 麻伊琳
- 高美
- 佘雅静
- 汪洋子
- 刘彦池
- 李灏哲
- 万蒂妮
- 杨吕
- 王冰皓
- 邢航

## 荣誉
- 年度中国电视成功品牌
- 年度地面频道节目20强
- TV地标年度最佳市场价值频道
- 年度强势频道
- 影响中国10大区域电视频道
- 电视媒体公益榜8强

